# Jean Second
Joannes Everardi, connu dans la République des Lettres sous le nom de Johannes Secundus ou Janus Secundus, en français Jean Second, né le 15 novembre 1511 à La Haye et mort le 25 septembre 1536 à Saint-Amand, est un humaniste et poète élégiaque néerlandais néolatin.
Il fut également un médailleur, comme en témoigne la gravure d'après un portrait de Jan van Scorel, où il arbore une de ses œuvres numismatiques.
Son œuvre la plus connue, le Livre des baisers, a notamment été imitée par Ronsard et ses disciples, parmi lesquels Jean Antoine de Baïf, Jacques Tahureau, Olivier de Magny, Joachim du Bellay, Jacques Grévin.

## Biographie
Issu d'une famille très nombreuse, fils de Nicolaus Everardi, Jan Everaerts est surnommé « Second » par son père en souvenir d'un de ses frères décédés. En 1528, sa famille s'installe à Malines où il écrit ses premières élégies. En 1532, il se rend avec son frère Hadrianus Marius à Bourges, où il étudie le droit auprès du jurisconsulte italien André Alciat, puis rejoint l'année suivante son frère Grudius à la cour de Charles Quint, où il exerce pendant deux ans la fonction de secrétaire auprès de l'archevêque de Tolède. Il tombe alors malade et revient à Malines, puis meurt à Saint-Amand le 25 septembre 1536.
Auteur prolifique, Jean Second a produit au cours de sa brève existence de nombreux écrits : élégies (Elegiae), épigrammes (Epigrammata), odes (Odæ), deux livres d'épîtres en vers (Epistolarum libri duo), épithalames, tombeaux (Funera) ainsi que des épîtres en prose et des récits de voyages ou Itineraria.
Son livre le plus connu est le Liber Basiorum ou Livre des baisers, dont la première édition complète date de 1541. Dans ce recueil composé de dix-neuf poèmes, en partie imités de Catulle et des anthologies grecques, le thème du baiser est déployé à partir de ses manifestations corporelles (ces baisers sont tour à tour : « voluptueux, innombrables, cruelles morsures, légers et rapides, folâtres, languissants ou impétueux, tendres, ardents »…), en liaison avec le désir ou le regret, le délire ou la réserve, l'immortalité et « l'union des âmes », jusqu'à « l'amour désarmé par la beauté ».
Une traduction en français des Baisers a été faite par Mirabeau, alors emprisonné au donjon de Vincennes, en hommage à Sophie de Monnier, sa maîtresse, et imprimée en 1798 « sur l'original écrit de la main de Sophie ». Dans la traduction de Mirabeau, Nééra devient Sophie « parcequ'il m'eût été impossible », écrit Mirabeau, « d'adresser à une autre qu'à Sophie, des choses si tendres ». « Le Baiser Ier » ouvre ainsi le long poème : « Je vous salue, baisers voluptueux, nés des roses que caressa Cythère. Je vous salue, tendres baisers, qui adoucissent les peines d'un amour éternellement malheureux. Me voici prêt à vous chanter, je consacrerai mes vers à votre gloire […] ».

## Œuvres

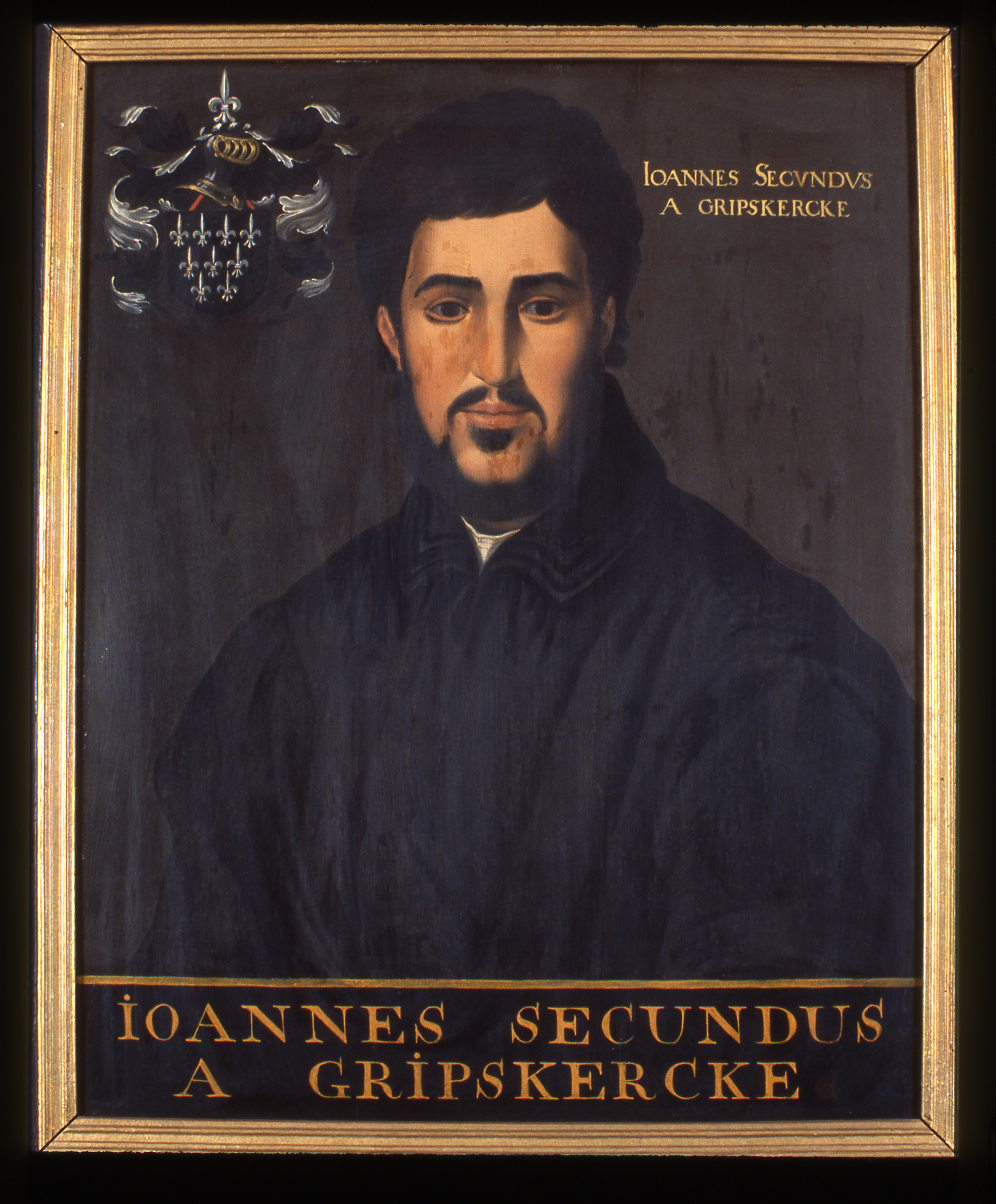
Portrait de Janus Secundus.

Les poésies de Jean Second ont fait l'objet de nombreuses traductions en français.
- (fr + la) Jean Second. Œuvres complètes, H. Champion, Paris, 2005 (2 volumes). Édition critique établie et annotée par Roland Guillot.
- Jean Second. Epigrammatum liber unus, trad. Daniel Delas, introduction et notes de R. Guillot ; Epistolarum libri duo, trad. J.-C. Ternaux, introduction et notes de R. Guillot et J.-C Ternaux, Paris, Champion, 2007 (t. III des Œuvres complètes). Pour le tome I comme pour les suivants, il ne s'agit nullement d'une édition critique. L'édition fournit par ailleurs un grand nombre de poèmes français des imitateurs de Second. Il en va de même des Essais sur Jean Second publiés plus récemment chez Garnier, où les introductions de l'édition sont simplement reprises.
- Secundus, J., Œuvres complètes, dir. P. Galand, édition critique par W. Gelderblom, avec la collaboration de P. Tuynman, d'après le manuscrit Rawlinson G 154, Oxford, Bodleian Library, et l'édition de 1541 (Utrecht, Herman van Borculo) avec traduction, notes et études littéraires de G. A. Bergère, A. Bouscharain, K. Descoings, N. Catellani-Dufrêne, A. Laimé, P. Galand, L. Katz, S. Laburthe, S. Laigneau-Fontaine, V. Leroux, O. Pedeflous, C. Pezeret, S. Provini, A. Rolet, S. Rolet, E. Séris, A. Smeesters, L. van Kammen, Genève, Éditions Droz, 2013.
- (fr + la) Le livre des baisers, traduction d'Emmanuel Hiriart, suivi de Quelques imitations de Pierre de Ronsard, Rémy Belleau, Jean-Antoine Baïf, Joachim du Bellay, Edinter, 2003 ((la) en ligne) ((fr) en ligne).
- Élégies de Tibulle, suivies des Baisers de Jean Second, Tome II, traduction de Mirabeau, Paris, 1798 (en ligne).
- Second épithalame ((la) en ligne) ((fr) en ligne).
- Jean Second, Les Baisers et l'Epithalame, suivis des Odes et des Élégies, traduction nouvelle par Maurice Rat, Paris : Garnier, 1938, 1 vol. in-8°, XXII-281 pp.